# Tornado de Málaga de 2009

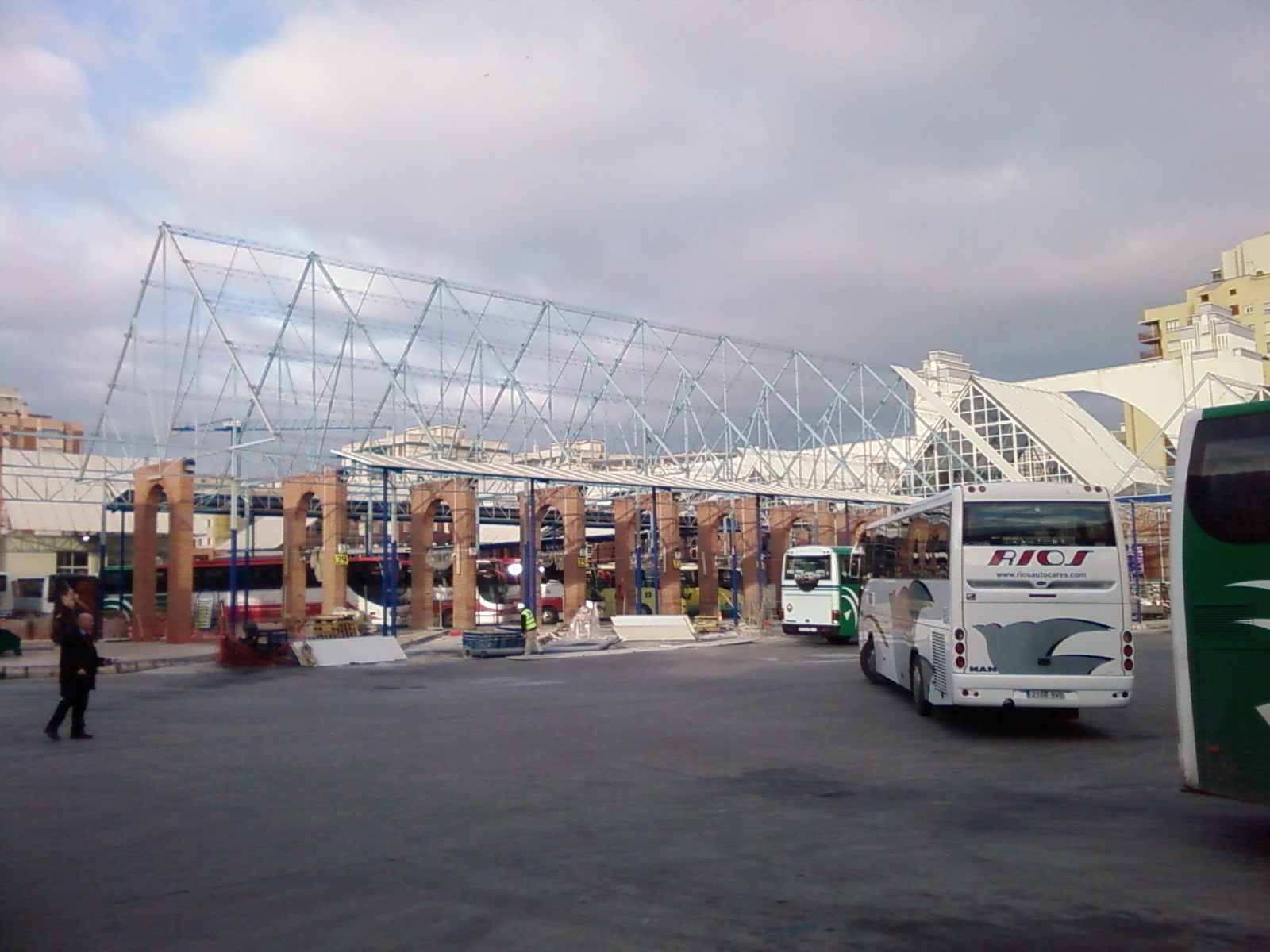
Cubierta de la estación de autobuses tras el paso del tornado.

El tornado se originó en torno a las 21:25 horas en la zona occidental de la ciudad (concretamente en el polígono comercial Valdicio del distrito Carretera de Cádiz, junto al hotel Ibis Málaga y a la ronda oeste) y avanzó hacia el centro urbano.

## Características

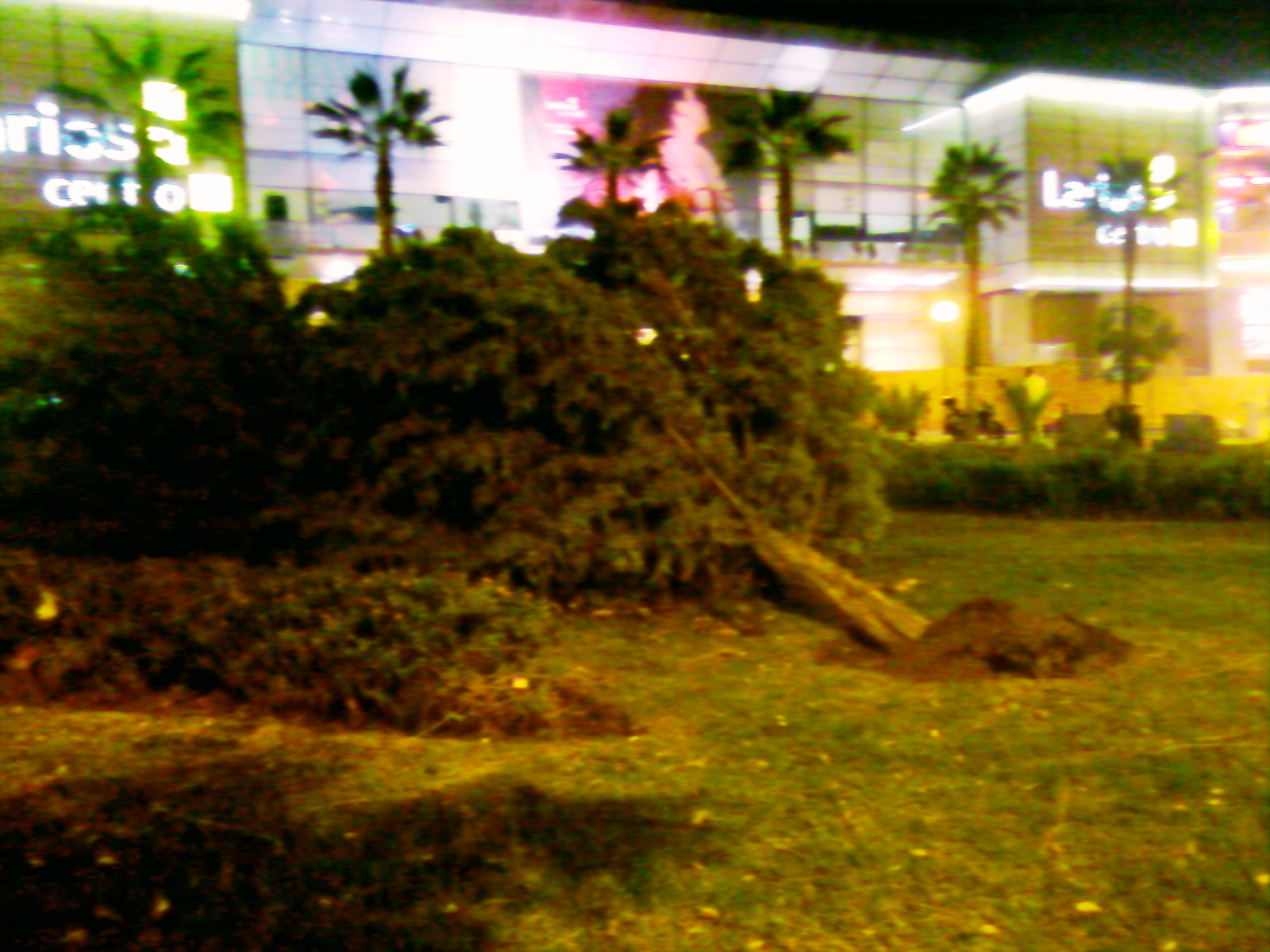
Árbol tumbado en la Plaza de la Solidaridad.

Los vientos oscilaron entre 185 y 220 kilómetros por hora, lo que lo sitúa dentro de la categoría EF2. La Agencia Estatal de Meteorología afirma que es el mayor que se ha producido en territorio nacional, al menos dentro de casco urbano, en los 150 años desde los que se tienen registros, aunque en el siglo XVII un tornado muy similar atravesó la ciudad de Cádiz.

## Recorrido
Su recorrido fue por las barriadas de Parque María Luisa, La Luz y Vistafranca hasta Nuevo San Andrés (junto al apeadero de ferrocarril de Cercanías), la zona más afectada. Aquí tumbó árboles, levantó techos y causó numerosos daños en los edificios. A continuación atravesó las vías de la línea de tren y afectó a las cocheras de la Empresa Malagueña de Transportes, llegando a desplazar un autobús de 8.000 kilogramos y haciendo volar una caja de cambios de 405 kilogramos hasta 40 metros. Continuó a través del Camino de San Rafael, la Avenida de Juan XXIII y el Paseo de los Tilos, por donde causó destrozos en la Casa Hermandad de la hermandad de Humildad y Paciencia y siguió hasta la Estación de Málaga-María Zambrano, donde causó leve perjuicio a las líneas de alta velocidad y, junto a ésta, la estación de autobuses de Málaga, cuya cubierta de chapa fue arrancada (algunos trozos de chapa se encontraron en la Plaza de la Merced). El tornado se disipó entre la Plaza de la Solidaridad (frente al Centro Comercial Larios Centro) y la Avenida de Andalucía, dejando también árboles arrancados y daños materiales en los edificios cercanos.

## Daños

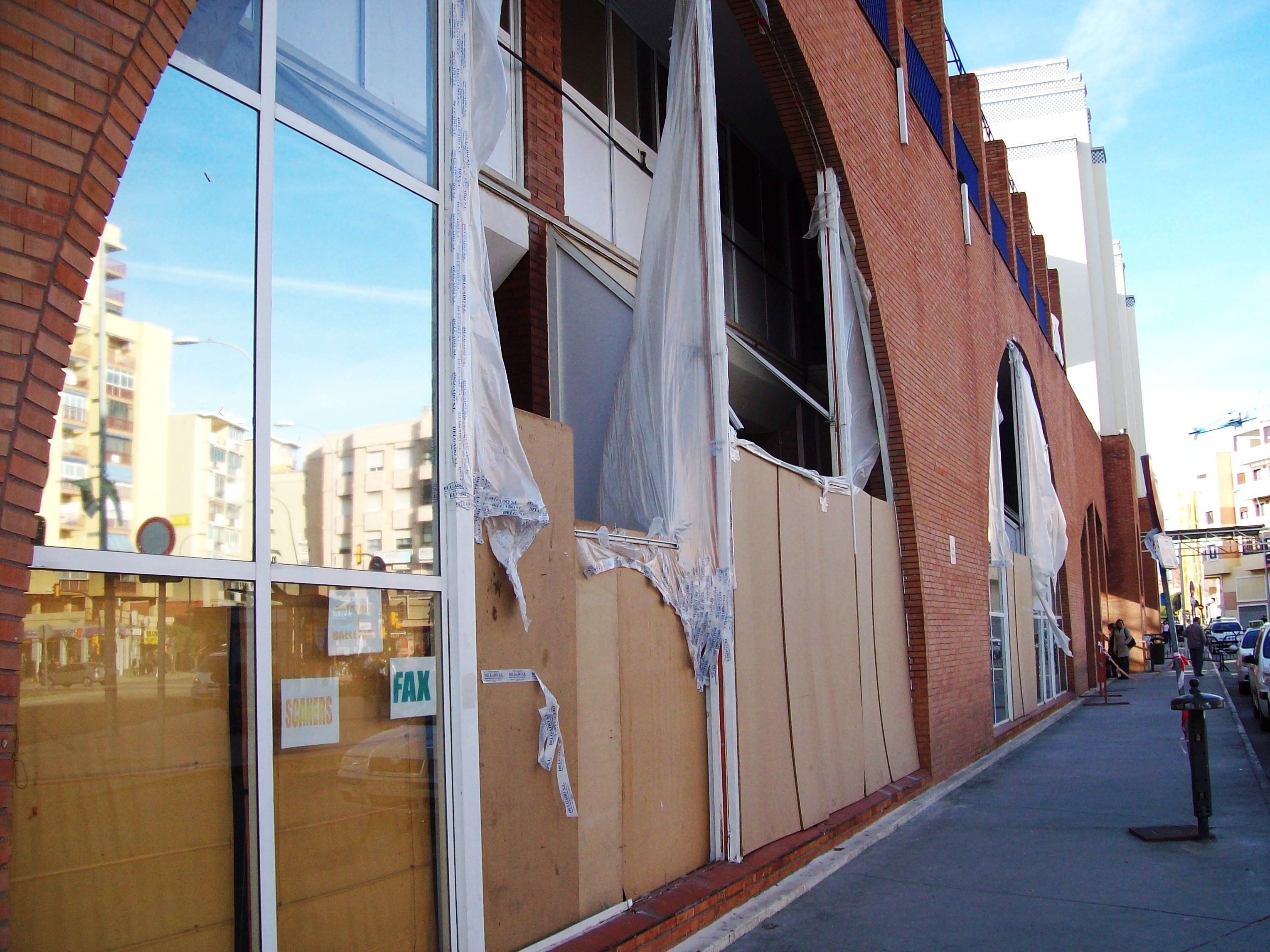
Destrozos en cristales de la estación de autobuses de Málaga.

25 personas fueron heridas de carácter leve a causa del tornado, mientras que los daños materiales más importantes se produjeron a lo largo de un corredor de 300 metros de anchura durante su recorrido. El Consorcio de Compensación de Seguros calculó que había unos 400 vehículos dañados por el tornado, entre 250 y 300 viviendas y unas 70 naves de empresas o edificios de compañías.

## Temporal en Estepona
Esa misma noche, un fuerte viento obligó a evacuar la carpa del circo de Rody Aragón en el municipio malagueño de Estepona, a 89 kilómetros de la capital. Se produjeron 5 heridos leves y parte de la carpa fue arrancada.

## Partido benéfico
El 28 de marzo del mismo año, el Málaga Club de Fútbol disputó un partido benéfico en el estadio La Rosaleda ante 5.000 espectadores donde se recaudaron 24.000 euros en beneficio de las víctimas de los daños causados por el tornado. El rival del Málaga fue un equipo formado por antiguos jugadores del club, en activo o retirados, llamado "Leyendas Malaguistas" y dirigido por el antiguo entrenador Joaquín Peiró.